# Michael Kurella

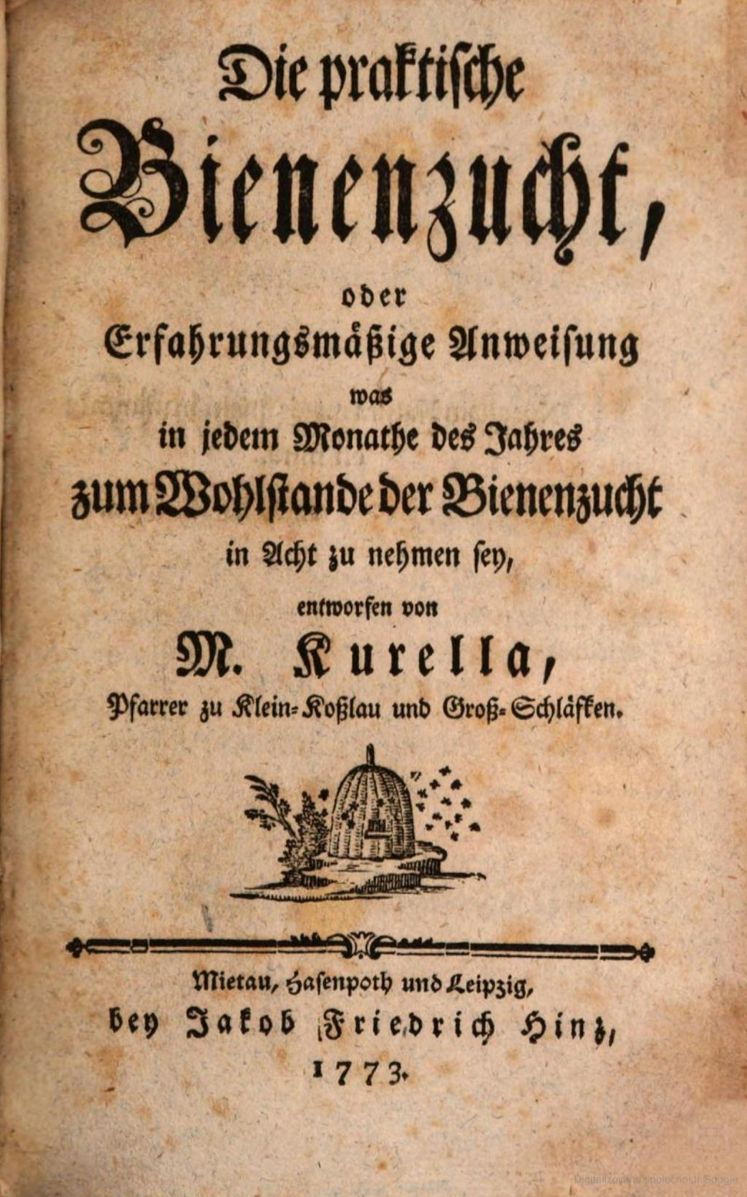
Die Praktische Bienenzucht Oder Erfahrungsmassige Anweisung, 1773, Michael Kurella

Michael Kurella (1722, Piecki, Polsko - 16. června 1787, Kozłowo, Polsko) byl polský protestantský kněz, přírodovědec a včelař. Byl farářem v evangelické luteránské církvi a jeho zájmem bylo včelaření. Předpokládá se, že byl prvním chovatelem včel ve východním Prusku, který k této činnosti přistupoval vědecky. Své zkušenosti a poznatky zahrnul do díla a knihy Die Praktische Bienenzucht Oder Erfahrungsmassige Anweisung (1773).

## Dílo
- Die Praktische Bienenzucht Oder Erfahrungsmassige Anweisung (1773)

### Zdroje
- Polski Słownik Biograficzny, t. 16 str. 240: psb.14435.1,  sw.201316